# Sebaou
Le Sebaou (en berbère : ⴰⵙⵉⴼ ⵏ ⵙⵉⴱⴰⵡ, Asif n Sebaw) est un fleuve d'Algérie, situé dans la wilaya de Tizi Ouzou en Kabylie. 
Le Sebaou se jette dans la Méditerranée près de la ville de Dellys  (Tadellest) ville côtière de Kabylie, rattachée à la wilaya de Boumerdes. Sebaou est aussi l'appellation donnée à la vallée traversée par cette rivière qui va de Boubhir jusqu'à Dellys.

## Géographie

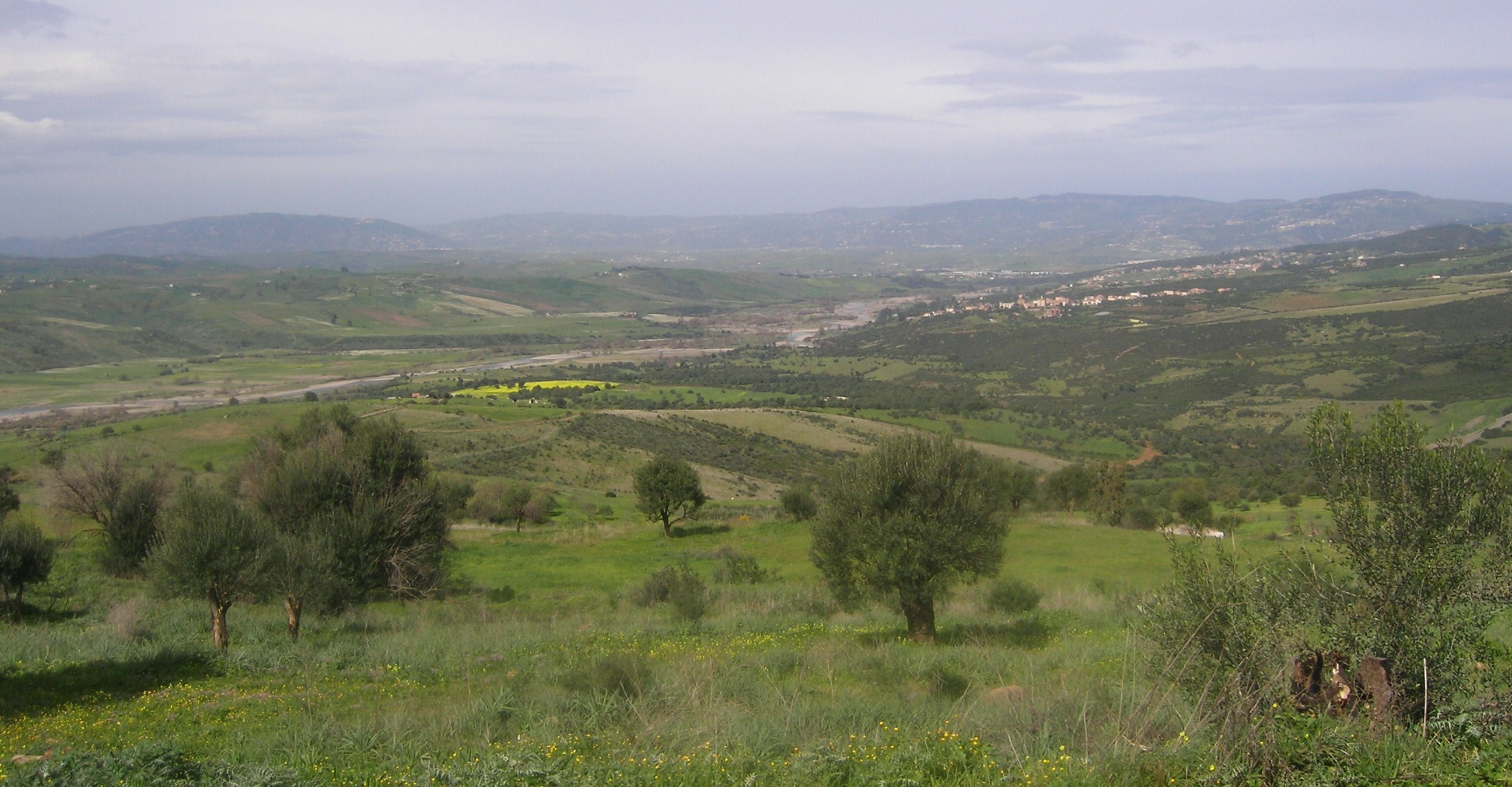
Asif n Sebaou vu depuis Taslent, intersection des routes de Bouzeguène et Azazga-Michelet

Le Sebaou est le réceptacle des eaux du versant nord du Jerjer (Djurdjura) et de l'Akefadu (Akfadou). Toutes les rivières en amont, ainsi que tous les ruisseaux, s'y jettent inlassablement. Sebaou est aussi la partie en aval de l'Asif Messouya, son plus grand affluent qui prend naissance sur les hauteurs de Iferhounene.

## Affluents

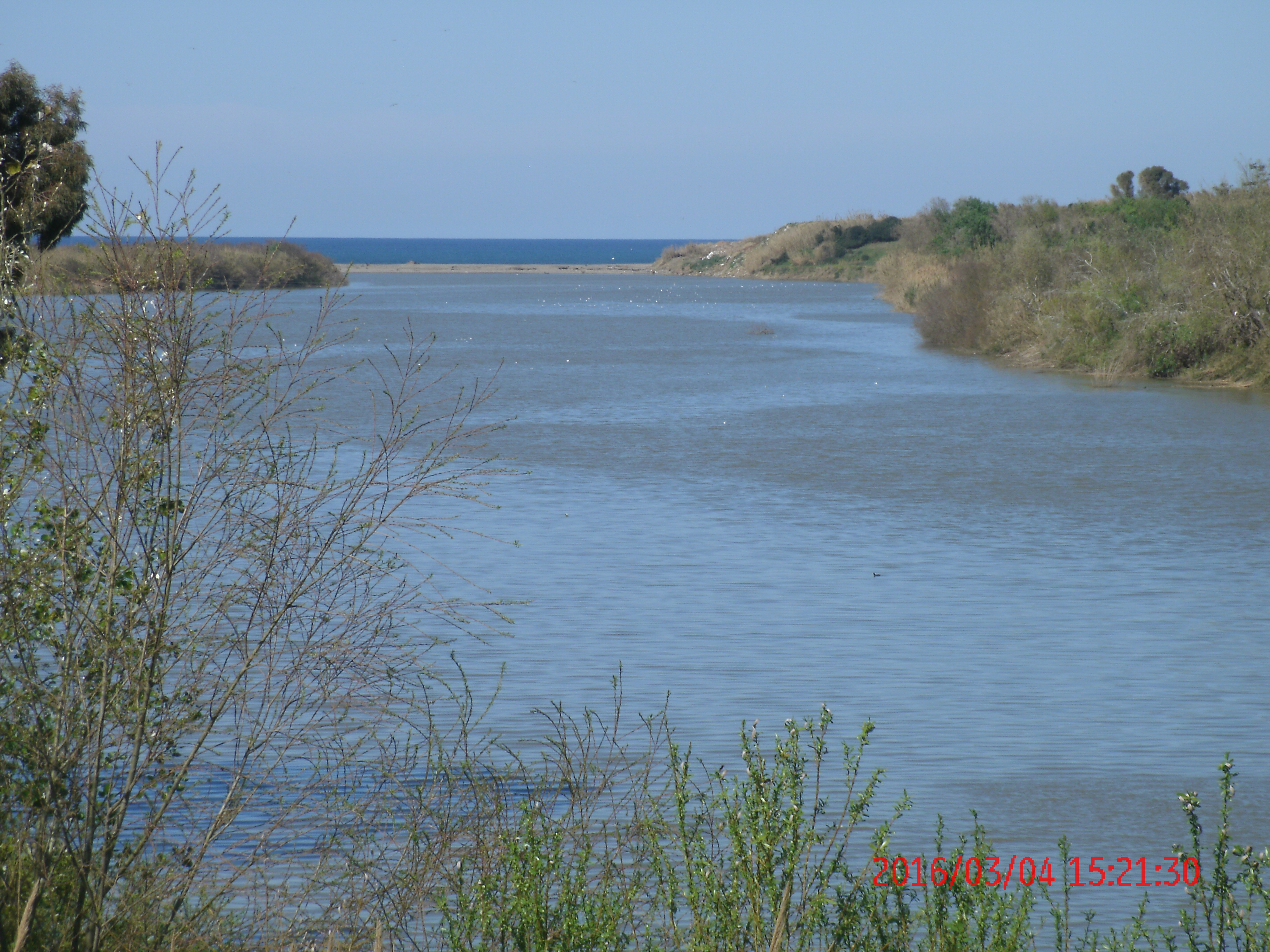
L'embouchure du Sebaou près de Dellys

Les cours d'eau qui se jettent dans le Sebaou :
- Oued Aïssi
- Messouya
- Asif Bu Yedɣaɣen
- Asif Userdun
- Asif Bugedur (Oued Bouguedoura Draâ Ben Khedda)
- Tasift n Tala Athmane
- Tasift Tkanna
- Tasift Tajjelt
- Tasift At Xlili
- Tasif n At Bu Ɛḍa
- Tasift Ugargur (Tadmaït)
- Asif Istiten

## Lieux traversés

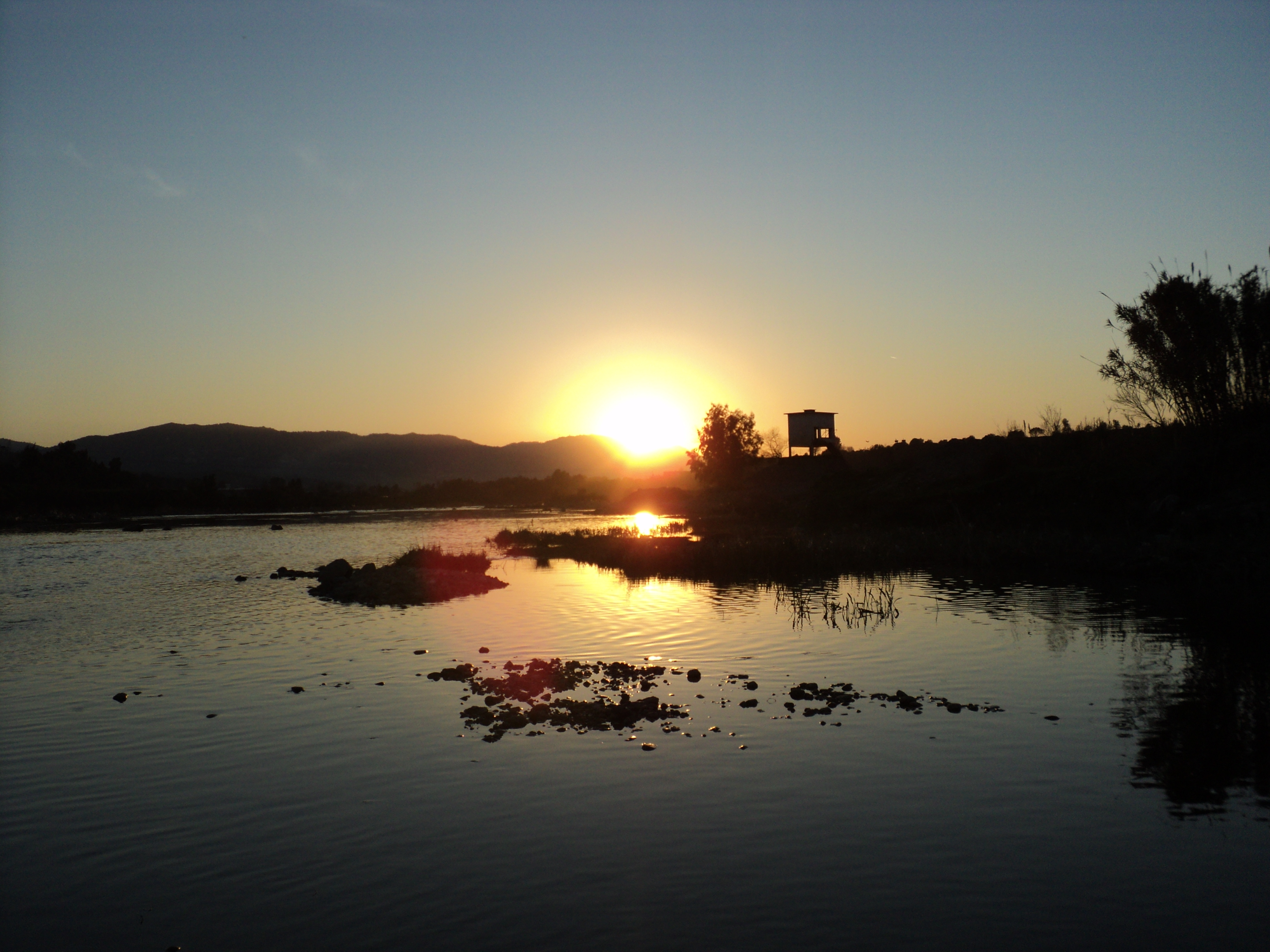
Rivière du Sébaou au village de Tala Athmane

- Messouya
- Souamaâ
- Ifigha
- Azazga
- Freha
- Mekla
- Taboukert
- Tamda
- Tala AthmaneRivière du Sébaou au village de Tala Athmane
- Timizar Loghbar
- buxalfa
- Draâ Ben Khedda
- Tadmaït
- Baghlia
- Ben Choud
- Sidi Daoud
- Dellys
- Mer Méditerranée